# Ất Sửu
Ất Sửu (chữ Hán: 乙丑) là kết hợp thứ nhì trong hệ thống đánh số Can Chi của người Á Đông. Nó được kết hợp từ thiên can Ất (Mộc âm) và địa chi Sửu (bò/trâu). Trong chu kỳ của lịch Trung Quốc, nó xuất hiện trước Bính Dần và sau Giáp Tý. Ất Sửu là các năm chia 60 dư 5.

## Các năm Ất Sửu
Giữa năm 1724 và 2224, những năm sau đây là năm Ất Sửu (lưu ý ngày được đưa ra được tính theo lịch Việt Nam, chưa được sử dụng trước năm 1967):
- 1745
- 1805
- 1865
- 1925 (24 tháng 1, 1925 – 12 tháng 2, 1926)
- 1985 (21 tháng 1, 1985 – 8 tháng 2, 1986)
- 2045 (17 tháng 2, 2045 – 5 tháng 2, 2046)
- 2105
- 2165

## Sự kiện năm Ất Sửu
1925: Lễ xây dựng Cầu Nhị Thiên Đường